# Gemeinschaft
『Gemeinschaft』（ゲマインシャフト）は佐伯弥四郎によるギャグ漫画作品。『コミックZERO-SUM』（一迅社刊）で連載する。単行本全5巻。佐伯初の連載漫画。

## あらすじ
所属する教会の指示の下、各地にはびこる魔物退治に勤しむブラッドレー・ヒューズ神父。いつものように任に赴いた先の街で、彼は幼少時に親しかった友人たちと遊んだ楽しくも懐かしい思い出を噛み締めて溜息を吐く。ブラッドレーは彼らにまた出会えるかもしれないと言う淡い期待と、もう出会うこともないだろうと言う寂しさと郷愁を抱えながら命令をこなす日々を送っていた。
そして如何なる偶然か、その街でヒューズはかつて遊んだ友人たちと何年ぶりかの再会を果たす。久々に顔を合わせた幼馴染み、ラース・クーゲルはカツアゲをしている最中だった。
神父として、この街の「オバケ屋敷」(と呼ばれるほどのボロ家)に引っ越して来たラースと教会の指示でコンビを組み、ブラッドレーは様々な魔物退治の依頼をこなす。
なお、｢携帯｣や｢重大なエラーが発生した｣などの現代文明絡みの言葉がたまに出てくるが、そこまで発展してはいない。電話はあるが移動手段に馬車が使われているなど、西暦でいうと1900年前後と思われる。

## 登場人物

### クーゲル家の住人たち
ラース・クーゲル
主人公。金髪に緑色の瞳を持つ青年神父。教会所属の者が扱う「法術」の他に、系統の違う「魔術」をも使いこなす抜きん出た才能を持つが、性格は破天荒かつ短気な上に無類の負けず嫌い。プロレス技も嗜む。その破天荒ぶりは有名で、ブラッドにすら敬語が使えると思われておらず、ラースが一般人的な行動(まともな指摘をしたり普通に頼みごとをしてきたり)をしたりすると異様に驚かれる。そもそも魔術の使用は規律違反だが、気にする素振りも見せない。ちなみに、法術はクーゲル家の術式、魔術は後述の師匠の術式を使用しているようである(誰の流れを汲むか隠すために構成を複雑化してあるらしい)。基本的に魔術は攻撃魔法ばかりで、それをかなり子供っぽい表現で指摘された時は顔を赤くしていた。また、使い魔を看破する眼力を持つ。勝つためには手段を選ばないエゲツなさも相当なものだが、戦闘ではおちゃらけつつも冷静かつ的確に判断を下す一面もよく見せる。火力も強力であり、ゾンビを焼き払おうとしたら墓石も消滅した。基本的にトムと似た者同士で喧嘩をしていることが多いが、彼の法術の腕は悔しがりつつも認めている。なお、ブラッドと組む前はジョン・ゴトシャルク神父という人物と組んでいた。こんな性格であるが、師匠によると幼少時は素直な性格であり、あまりのあどけなさに同姓同名の赤の他人の可能性があるとすら言われた。
極度のシスコンで、妹のキャットに近付く男には陰に日向に容赦なく嫌がらせを繰り出すが、シスコン要素を指摘すると真っ赤になる。また、キャットとはある程度相互感応能力があるのか、ある程度位置を把握したり術の発動を察知したりできるようである。キャットを悲しませないためには一切成り振りを構わず、自身の傷が癒えるまで野宿を決行したり大量の弁当を残さないために頭を下げたりする。
愛猫家であるが、少なくとも翠子に向けられていた愛情は母親が仕掛けた魅了魔法の影響らしい。素の状態だとどこまで好きなのかは不明。ソールと翠子のことで喧嘩していた際、シスターたちに聞かれたせいで｢二人で一人の女性を取り合っている｣という噂が流れた。
バイロン兄弟の仕入れ交渉につきあって港町に出かけた際娼館を宿として使っていたことがあり、パイロン兄弟曰く「凄く適応していた」とのこと。なお、酔わされてセクシーダンスをやらされたらしい。女装するとキャットにそっくりで、似すぎている上に口調がそのままだったためかブラッドが引いていた。
魔術を使える割には魅了魔法などに対する耐性が弱く、外科医の先生が発動した魅了にあっさりかかって周囲に寒気を走らせた。
カトリオーナ・クーゲル
ラースの妹。愛称キャット。ラースたちと共にこの街に引っ越してきた。鮮やかなブロンドの長髪を持つ美少女だが、性格はラースと違った方向でマイペースかつ天然ボケ。ずれた発言をすることもしばしば。料理も得意だが、張り切ると作りすぎるなど基本的にやる気が空回りするタイプ。心優しく気も利くのだが、それが時折とんでもない行動に繋がることも多々。しかし彼女は自らの性格はおろか、その行動がもたらした結果にすら気付いていない事がほとんどである。役に立ちたいと思っているのか、自身が活躍できる時は喜びを露わにし、ラースが怪我を負って自分が治せないときは落ち込んだりする。
ラースほど明確ではないが、ブラコン気味。1巻にて、ラース達がどれくらいで帰ってくるかを大まかに察知した時、朖やマーガレットにラブラブだとからかわれて真っ赤になっていた。他にも、ラースが家で怪我を負った時は、｢あーん｣をしようとしたり服を着替えさせようとするなど、親分からキャット攻略の壁と認識されるほどラースの世話を焼いている。
教会のシスターでもあるため法術の才能はあるようだが、構成は丁寧で間違っていないにも拘らず意図通りに成功した例はない。治癒魔法を使うと、何故か毛根が活性化して異常なほど毛が伸びる。一度、目くらましとして使われた。兄のラース曰く「音符の読める音痴」。
トムいわく、『お嫁に行くのはラースがお嫁に行ってから』。
トム・クーゲル
ラースとキャットの祖父。「オバケ屋敷」と呼ばれ気味悪がられていた家を買った張本人であり、孫や他の同居人たちと共に引っ越してきた。三つ編みに編み込めるほどの長いアゴ髭がチャームポイント（実はキャットの失敗法術によって増毛したもので、その時は髪の毛も長かった）。性格はラース同様に負けず嫌いで、キャットを溺愛する一方でラースとは子供レベルの喧嘩を日常的に繰り広げている(ただしキャットを狙う男絡みではやたらと息の合った妨害工作を仕掛ける)。歳に似合わぬ筋骨隆々の肉体も自慢。その肉体に関してナルシスト的な発言を暑苦しく叫ぶこともしばしばである。ラースとは反対に大の猫嫌いな為、ラースは自宅で翠子さんを飼うことが出来ない。猫と会った時の様を聞いたソール曰く、『理解も納得も不可能』。自称お色気担当だが、根本的にボケである。
その正体はラースとキャットの実の父親であり、数多くの優秀な術者を輩出してきた名門クーゲル家の御曹司ライアン・クーゲルである。友人だったルークロフトの父親と共に街へ出かけた際、文字通り迷子（この時既に成人済み）になってそのまま行方を晦ましてしまう。因みに当時は教会のホープだったこともあってかなりの有名人だったらしく、クーゲル家としては失踪の理由を表沙汰にする訳にもいかなかった為に、巷では「重要任務の遂行中に行方不明になった」といった類のデマが広がっている（そのためか、作中ラースやライアンは自身の身元バレを避けている）。なお、当のライアンはルークロフトのほうが迷子になったと思っていた。その後ラース達の母（現在は表立っては未登場ではあるがベタ惚れしているらしい）と出会って結婚し、実家とは丸っきり音信不通状態だった。しかしある時、魔術の実験中だった妻にちょっかいをかけたせいで術の暴発を引き起こし、それをまともに喰らった為肉体が急激に老化してしまう。一応そのあと事情を説明しに実家に帰っているが、事情を信じてもらえず門前払いを喰らっている。それ以降は「トム・クーゲル」を名乗るようになり、老化の呪いを解く方法を探し、ブラッドレーの住む街へとやって来た。わざわざ人が寄り付かないような家を買ったのも正体隠しの一環らしい。このことからラース達の母も、夫を元に戻す為の手段を求めて旅に出ている。現在はあまり使ってこそいないものの、法術の腕前は健在である。髭の下に隠れていたが、顎部分に小さな傷がある。
ラース達の母
肩までくらいの長さの黒髪の女性。魔女。顔は明かされておらず、後姿や目元を手で覆われた姿しか描かれていない。
（ライアン自身の自業自得とはいえ）夫を老化させてしまったことに責任を感じ、呪いを解呪する方法を探している。どうも解除するまで息子たちとも顔を合わせないつもりらしい。ブラッドの回想シーンを見る限り、10年は帰っていない可能性がある。
わずかに描かれた性格はドジな所で、ラース達が先に解呪できそうな魔法使いの所に到達しそうだと知って立ち上がった際に、頭を棚にぶつけていた。
普段は使い魔の翠子を使ってラースの様子を見ていたようで、気づかれないように魅了の魔法も施していた。
宇高 朖
ラースたちの同居人。後ろ手に黒髪を括り、作務衣を羽織った浪人侍を思わせる渋い風貌の中年男。関西弁のような訛りで喋る。暴走気味なクーゲル一家を宥める常識人だが、ラースとトムのあまりの暴走っぷりに最近は諦め気味である。キャットのブラコンぶりにも、ツッコミや制止を諦めて黙って去ったりしている。しかし、ここぞと言う時に放つ怜悧なツッコミでラースを度々黙らせたりと、長年の同居人らしい慣れも見せる。身体能力はかなり高い模様。かつて、飢えていた所をラースに助けられて、そのまま家に留まるようになった模様(やや後悔気味)。
マーガレット
ラースたちの同居人。愛称はマギーおばさん。ふくよかな体付きと優しい微笑みが魅力の、クーゲル家のお母さん的存在。娘と同様に至って穏やかかつ常識的な性格だが、流石にクーゲル家の同居人らしくラースとトムのいがみ合いを実力行使(主にボディアタック)であっさり止めたりする辺り、本質は肝っ玉母さんのようである。教会のシスターでもある。トム曰く「小悪魔系」。同居人の中では唯一素性が不明。

### 教会関係者
ブラッドレー・ヒューズ
鍛え上げられた長身と彫りの深い風貌が特徴の青年神父。愛称はブラッド。本を読むときなどは眼鏡をしている。幼馴染みであるラースが同じ街に引っ越して来たのを機に、彼とコンビを組んで魔物退治に当たることとなる。しかし、その生真面目な性格故か教会上層部からいいようにコキ使われ、相棒ラースの暴走にも頭と胃を悩ませる。ただ言うべき時を言わない柔弱な性格ではなく、誰に対しても自らの分をわきまえた上で話す好青年である。そんな性格のためか、彼が激しく主張するとものすごい説得力を持つ。ただし、状況次第では上司にすら容赦ない対応をする。所属している教会は孤児院も兼ねており、子供の面倒見もいい。
第2巻において、実は狼の獣人であることが明らかになる(教会の子供たちは知らない模様)。ラース達だけでなく、教会においてもそのことは周知の事実らしく、色々と差別的な目で見られることも多い（アニーからイヤミのネタにされる程）。あまり気にしている風には見えないものの、面と向かって言われるとややショックらしい。元々は家族から独り立ちしてアテのない旅に出ていた(というか普通に狼っぽい生活をしていた)頃、賞金稼ぎに深手を負わされたところを老化したてだったライアンに助けられ、母親が旅に出てしまったクーゲル家に子守りとして雇われたらしい。ちなみに、ライアンの第一印象は『何、この人』。その後、ライアンの老化を解く手がかりを捜すため、教会へ入った。のちに、トム老化の真相を知った時はウォーベックに『無駄骨を折りに虎穴に入った』と言われる。
子守経験からか、キャットに対する過保護ぶりはラース・トムに次ぐもので、親分がクーゲル家にいたことを知るとラースとともに殺意丸出しで迫ったこともある。
獲物は斧。トランクケースのようなものに入っていて、使用時は組み立てが必要な上にソールとホーク二人がかりでも何とか運べるほど重い。さらに、ブラッドの魔属性ゆえかバイロンの工房で度々浄化しないと使い物にならなくなるらしい。柄が長いため、狭い場所で振り回すのには不向き。
ウォーベック
男と見紛うばかりの長身に抜群のスタイルと容貌を持つ武闘派シスター。ただし、胸は筋肉なんじゃないかと言われるほどに固い。愛称は(主にラース限定だが)姐さん。最初は地団駄を踏むほど拒否していたが、後にそう言う描写はなくなる。ガントレットを嵌めた拳やら棍棒やらを振り回して魔物を容赦なく屠る実力の持ち主である。
性格は少々過激ながらも一見まともだが、敬愛するルークロフト神父の前では別人のように大人しくなり、毛嫌いするラースに対しては子供レベルの口喧嘩を仕掛けたり、手加減のない実力行使に出たりとギャップが激しい。また、スカートの中には異様なほどの打撃武器が仕込んであり、ラースに｢シスターの皮をかぶったアマゾネス｣と言われたことがある。ついでに、術の類は不得手なので本当に打撃専門。また、イヤリングを指で弾き飛ばした結果、壁にめり込んだ。ラースの他にもイグレシアスへの対応も相当悪い。
曰く、『右の胸にはルークロフト様への愛が、左の胸にはルークロフト様への愛が詰まっている』らしい。
ルークロフト
長身に赤毛の、実力・性格・容貌と三拍子揃った青年神父。愛称はルーだが、「ルークロフト」はファーストネームではなく名字らしい。出来すぎとも思える人物だが、ラースに術の才能で劣ることをコンプレックスにしており彼を何かにつけてライバル視していた。当初は教会から追い出そうとすらしていたが、最近は様々な事件の影響もあってか、むしろラースに協力的である。やはり大人しいだけの人物ではなく、ラースにツッコミを入れる事も時折あるが年季の違いか朖ほどの切れ味はない。アニー・リンドは遠縁の親戚に当たる。上に二人の兄がおり、彼の赤い巻き毛は母親（ミラ）譲りである。ラースはこの髪の巻き具合で親せきの近さを把握している。
父親がライアンと友人同士で、幼い頃に転んだ傷を彼の法術で治してもらったことがあり、それがキッカケとなって術に関心を持つようになる。ライアン失踪の際にトムの項でも挙げたデマを真に受けてしまい、術者としての彼に憧憬の念を抱いていたこともあってその行方を探るために教会へ入ることを決めたようだが、真相を聞かされ全くの徒労であったと悟った。初めてクーゲル家を訪れた際、トムが自分にかけた治癒法術の構成から、彼の正体を見抜く(直後、目に入ったものの所為で気絶した)。
いささか天然気味で、ラースの家に対してフォローのつもりがむしろ傷をえぐるような言い方を連呼したりした。
アニー・リンド
王都からとある事件絡みで派遣されてきた、赤毛のシスター。愛称はそのままアニー。王都付きのシスターなだけあって法術には確かな腕を持つが、性格は少し生意気で高飛車かつ小悪魔的。ルークロフトの遠戚で、ルークロフトに恋するぶりっ子。ラースとは仲が悪く、会う度に意地を張り合ったりする。しかし、割と健全な思考の乙女である。ラースにピンチを救われて以来、ラースのことをも気になり始めている（その様子はツンデレそのものである）。ルークロフトを敬愛するウォーベックとは恋敵だが、ルークロフト関連での利害が一致した場合の協力関係構築は素早い。
ルークロフトと同じである巻き毛は嫌いではないもののストレートヘアーに憧れている模様。
カルビン・イグレシアス
ラースやブラッドの上司とも言える、教会の「連絡役 (中間管理職的存在)」。「眉無し奥目」と表現されるほどの厳つい顔立ち。物語当初はラースたちに割に合わない仕事を押し付けたり、陰で見下すような発言も見られた。しかし、最近はエプロン装備で掃除を仕切ったり（この他家庭的とみられる描写が散見される）、ラースにイタズラを仕掛けられたりと、ほとんどギャグキャラと化している。挙句、パンツ一丁で公園の木陰に置いていかれたりしている。この際、ウォーベックが近寄らせないために『年輪を数えていろ』と言われた時は、本当に真面目に数えており、アホなんじゃないかと思われた。なお、異常が発生した時は率先して出向いて指揮を執るなど、決して無責任ではない。
アニーと共に派遣されて来た息子がいるが、容貌が彼本人にそっくりである(こちらはあまり擦れていない模様)。
シスター・オルセン
アニーやイグレシアス（息子）と共に王都から派遣されてきたシスター。一見物腰穏やかだが、結構辛辣。得意技（？）は結界サンド。
実はライアンの姉であり、ラースとキャットの伯母に当たる人物。長年行方不明だった弟の手がかりであるラース達に対して様々なちょっかいをかける。曰く『面倒事に巻き込まれればいいと思って』。ようやく事の真相を（読者と共に）明かされるが、音信不通だったことを怒りこそすれ、「ライアンが普通の生活を送っているはずがない」とあまり驚いた様子はなかった。もっとも、その成り行きを聞いていたブラッドやルークロフトからは｢本当にあった怖い話｣扱いされた。
ラースを一方的にあしらえる人物。伯母だと明かした時はラースから『全く似てない』と言われるも、『性格はラース、外見はキャット』ということでそう思っているのはお前だけだという視線を向けられた。
ホーク・バイロン&ソール・バイロン
「ヘイズ」と呼ばれる魔法生物や、様々な薬品、対モンスター用アイテムを研究する双子の兄弟。双子ならではの似通った容姿を持つが、ソールは喉元に横一直線に走った傷痕があるためこれで見分けられる。目が細いことから「目が線」とまとめられる。また、ソールはその傷から『フランケン』『ファスナー』とも呼ばれる。
ややマッド気味で、ヘイズに遊び心で色々追加した所為で騒動に発展したこともある。工房が爆発するのはいつものことらしい。ブラッドが様づけで呼んでいるなど、共にラースやブラッドより高位の役職と推測される(ラースは全く気にしていないが)。
ホークは壊滅的な絵心を持ち、彼のデザインしたヘイズは色々な意味でとんでもないモノになっていることが多々ある。もっとも、壊滅的デザインだと把握したうえで実際に製作するソールも問題であるが（さらに、失敗作と言っていたものを後に巨大化＋αしたりしている）。双子同士のテレパシー能力を持ち、ある程度離れていても意思疎通が出来る。性格は共に掴み所がないが、ソールとラースは一匹の猫（翠子さん）の寵愛を巡って何故か争いを繰り広げることも。

### その他の人物
親分
ラースたちが引っ越して来た街の盗賊の親分。現在は盗賊から足を洗っている。第1話からの登場にもかかわらず、最後まで名前は明らかにされていない。そもそもラースたちに呼ばれること自体がほぼない。孤児院の子供たちとぶつかった際にラースに喧嘩を買われて返り討ちに遭い、さらには偶然出会ったキャットに好意を寄せるようになってしまった事でラースとトムの妨害工作に遭い続ける受難の人物。それでもめげずにキャットに近付こうとするも、肝心のキャットがあまりにも鈍感な上に親分も「ヘタレ」な性格のため進展の様子は全く見られない。とどめに、キャットもラース以外の男に目が行ってないので勝率がこの上なく低いという有様。曰く、『外見で選んだわけではない』らしいが、これに関してはキャットとラースがそっくりなのですぐに納得された（実際好意を抱くキッカケになったのは怪我の手当てをされた為で、単純に一目惚れしたという訳ではない）。ジェイブラルとダールと言う子分がいる。
ジェイブラル
親分とつるんでいる子分のひとり。物腰や容姿はその辺りにいそうな青年と言った風情で、喧嘩はそれほど強くないが、知識量は豊富。親分の行動(主にキャットへのアタック)を様々にサポートする参謀格。しかし、その努力が身を結ぶのはいつの日か。
ダール
親分とつるんでいる子分のひとり。スキンヘッドにサングラスに巨体と、何処ぞのプロレスラーを思わせる容姿だが、性格は「気は優しくて力持ち」である。体格に似合わぬ俊敏さも併せ持つ。言葉を喋らず、表情とジェスチャーのみでコミュニケーションをとる。
バゾー
穏和を通り越してチキンな性格の吸血鬼。真祖直属の吸血鬼であり、昼間でも出歩けるほど高位でありながら戦闘能力もほとんどないため、何かに襲われればそれが何であろうとなりふり構わずひたすら逃げ回る哀愁漂う男。勇気を出して立ち向かおうとしても、体が勝手に逃げだそうとするほどチキン（ラースやウォーベック曰く『細胞丸ごと負け犬』）。その魔力は人間であるラースよりも劣り、真っ正面から教会に訪ねてきても全く気付かれないほどである。普段は血を吸うこともなく、吸血鬼としての主「イアン・サウスゲート」と共に畑仕事に精を出していたが、イアンの妻を殺めた吸血鬼「葛」が復活しているのを知り、教会の中で唯一信頼できるラースたちに退治を依頼する（ちなみに、見かけたのは真昼間から大植木市に出かけた際）。
畑仕事に精を出している時は極めて生き生きしており、吸血鬼としての全能力を農業に費やし、真昼間から市場に顔を出すほどである。この趣味は、イアンも同じである（イアンの場合、太陽と向かい合うことが許されないがゆえに向日葵を育てていた）。
元々は末期の病を患っていたが、静養のために現在住んでいる街にやってきた際にイアンと出会い、彼に近づきたくて吸血鬼となることを望んだ。
芍薬＆ペオニア＆リリー
とある事件を巡ってラース達と対立した盗賊姉妹で、蝙蝠の獣人。リーダーシップを取る次女のペオニアはウォーベックに負けず劣らずの運動神経を誇り、三女のリリーは系統こそ不明だが優れた術の使い手。唯一和名である長女の芍薬は、姉妹というには無理がありすぎるほど他の二人と年齢差の開いている老婆で、多少ボケ気味。これはトムと同様に老化の呪いがかかっているため（経緯は不明）。
解呪の薬を手に入れようとしていたが、間違って魅了の粉を持って行ってしまう。その後は不明。
外科医
本名不明。虚弱気味の三白眼。縫いたがりの変態で、人体の他に裁縫なども好む。極めてマイペースで、あまり人の話を聞かない。
法術が存在するのであまり頻度は多くないものの、術による治療を嫌うものなどが利用している。
看護婦として、ややネガティブな励まし方をする女性が勤めている。
ラースの師匠
ラースの「魔術」の師匠。辮髪に中国人を連想させる顔立ちが特徴。ラースがほぼ唯一敬語を使う人物で、咄嗟の機転で必要とされる魔術を使いこなすなど、実力は相当なものと思われる。しかし、性格はマイペースの一言。また、ややネガティブ。
自分の周りで何が起ころうとも「ただ自分のしたいことをする」と言う行動規範を貫くため、周囲は常に唖然とさせられるが、彼はそう言った周囲の反応に全く気付かない。挙句勝手に国境を渡っているため、不法入国者である。ラースでさえツッコミきれない底知れない人物で、彼の話題を出されるとラースが『師匠に会うくらいなら死ぬ』『弟子だったのは別の人物だ』と泣きながら叫ぶほど苦手としている（決して嫌っているわけではない）。このため、ブラッド・ウォーベック・盗賊が満場一致で｢ラースの突っ込み体質はこの人が原因では｣と思った。

## 用語
教会
ラースやブラッドが所属する組織。神父服などを着ているが、キリスト教なのかは明言されない。日曜日に何か(おそらく礼拝)を行わなければならないようだが、序盤で語られただけで以降は一切語られない。
厄介事を片づける何でも屋の様な役割も持っているらしく、様々な依頼を受けては神父やシスターに斡旋している。なお、ノルマもあるがペナルティなどは不明。
受けた依頼は一度総本山である王都に集められ、各支部の窓口へと割り振られる模様。この際、エリートである王都所属の神父などに割のいい仕事が持って行かれ、都合の悪い仕事は支部へと投げられるという形になっている。さらに、ノルマ達成のために封印されている吸血鬼を復活させるというマッチポンプの噂が流れるなど、なかなか内部に問題が多い（真面目なブラッドすら否定していないので、この噂はかなり濃厚な模様）。依頼達成後は報告書を支部に持ち込む必要がある。
詳細は不明だが、魔術の使用は規律違反である。
術
作中で名前が出る限り、法術・魔術・召喚術などがある。召喚術は魔術などの範囲内なのかは使用されていないため不明。明確な分類は不明だが、魔術は爆発や魅了といった効果で、法術は治癒などで用いられる。なお、浸透しきっているわけではないらしく、法術による治癒を嫌う者もいる。
発動時に四角などの図形が空中に浮かぶ。一定の効果ではなく、氷を召喚する効果に解除可能という効果を付加すると言った｢構成｣を行うことで効果を決定する模様。さらに、発動する際に引っ張られる感じがして、それに対してどれだけ抵抗するかで出力が決定するなど、自由度が高い。細かい描写はあまりされないが、一応陣を描いたり詠唱しているところが見られる。
術者は貴重らしく、強い術者同士の結婚は協会も勧めている。
獣人
獣から人間への変身能力を持つ種族。魔属性という存在に当たるらしく、基本的に教会の人間からあまり印象は良くない。作中では、狼・虎・蝙蝠の獣人が登場した。家族が存在するので、吸血鬼の様に伝染性ではなく遺伝性である。
獣の姿になる際は服を着ていると邪魔になるため、事前に全裸にならなければならない。そのため、獣人は基本的に全裸になることに躊躇いがない。ちなみに、ラースとトムは｢その定義なら二人は獣人だな｣と言われた。
獣人の範疇なのか不明だが、いわゆるリザードマンのような存在も作中でちらほら見かける。
吸血鬼
ノーライフキングと呼ばれる、不死者。下級のものは日に晒されると消滅してしまうようだが、高位の者は即座に消滅しない。伝承通り、白木の杭を打ち込むことで消滅させることが可能。
血は魔力の元であるが自身が吸血鬼化した土地であれば特に吸わなくても活動できる模様。光に弱いものの、にんにくは火に油らしい。
使い魔
吸血鬼や魔女といった魔術の使い手が主に使役する獣。作中に使い魔だと明言されているのは猫のみだが、師匠がラースの下に移動する際の鳥も使い魔である可能性がある(変身しているような描写ではないため)。どうやって生み出すかは不明。
使い魔が見た映像を主が共有できるほか、使い魔のいる場所に主が転移するなども可能。ただし、結界が張られて隔絶されていると行えない模様。普通の獣と区別する方法は不明(少なくとも魔属性を持つブラッドには分からなかった)。

## 書籍情報
- 佐伯弥四郎 『Gemeinschaft』 一迅社 〈IDコミックス ZERO-SUMコミックス〉、全5巻
  1. 2003年7月25日発売、ISBN 978-4758050401
  2. 2004年8月25日発売、ISBN 978-4758050937
  3. 2005年8月25日発売、ISBN 978-4758051712
  4. 2006年7月25日発売、ISBN 978-4758052412
  5. 2007年8月25日発売、ISBN 978-4758053044